# Damernas turnering i beachvolleyboll vid olympiska sommarspelen 2024
Damernas turnering i beachvolleyboll vid olympiska sommarspelen 2024 spelades 27 juli till 9 augusti 2021 på Marsfältet, Paris, Frankrike. I tävlingen deltog 24 lag från 17 olika olympiska förbund (länder).

## Format
Tävlingen består av gruppspel följt av cupspel.
De 24 lag delades in i sex grupper om fyra lag. Efter gruppspelet går de två första lagen i varje grupp samt de två bästa treorna direkt till åttondelsfinal. Övriga treor får spela "lucky loser" match mot en annan trea (3:e bästa trean möter 6:e bästa trean, 4:e bästa trean möte 5:e bästa trean), där vinnaren går vidare till åttondelsfinal. Cupspelet avgörs genom direkt i en avgörande match..

## Spelschema
Spelschemat var enligt följande.
| P | Grupprundan | LL | Lucky losers-möten | 1/8 | Åttondelsfinaler | ¼ | Kvartsfinaler | ½ | Semifinaler | B | Match om tredjepris | F | Final |

| Lör 27 | Sön 28 | Mån 29 | Tis 30 | Ons 31 | Tor 1 | Fre 2 | Lör 3 | Lör 3 | Sön 4 | Mån 5 | Tis 6 | Ons 7 | Tor 8 | Fre 9 | Fre 9 |
| ------ | ------ | ------ | ------ | ------ | ----- | ----- | ----- | ----- | ----- | ----- | ----- | ----- | ----- | ----- | ----- |
| P      | P      | P      | P      | P      | P     | P     | P     | LL    | 1⁄8   | 1⁄8   | ¼     | ¼     | ½     | B     | F     |

## Lag
De 18 först kvalificerade lagen tillkännagavs 11 juni 2024.Övriga lag tillkännagavs 24 juni 2024. Varje olympiskt förbund fick max skicka två lag.
| Lag                                        | NOC           |
| ------------------------------------------ | ------------- |
| Taliqua Clancy – Mariafe Artacho del Solar | Australien    |
| Carolina Solberg Salgado – Bárbara Seixas  | Brasilien     |
| Eduarda Santos Lisboa – Ana Patrícia Ramos | Brasilien     |
| Melissa Humana-Paredes – Brandie Wilkerson | Kanada        |
| Heather Bansley – Sophie Bukovec           | Kanada        |
| Xia Xinyi – Xue Chen                       | Kina          |
| Barbora Hermannová – Marie-Sára Štochlová  | Tjeckien      |
| Marwa Abdelhady – Doaa Elghobashy          | Egypten       |
| Lézana Placette – Alexia Richard           | Frankrike     |
| Aline Chamereau – Clémence Vieira          | Frankrike     |
| Laura Ludwig – Louisa Lippmann             | Tyskland      |
| Svenja Müller – Cinja Tillmann             | Tyskland      |
| Valentina Gottardi – Marta Menegatti       | Italien       |
| Akiko Hasegawa – Miki Ishii                | Japan         |
| Tīna Graudiņa – Anastasija Kravčenoka      | Lettland      |
| Monika Paulikienė – Ainė Raupelytė         | Litauen       |
| Katja Stam – Raïsa Schoon                  | Nederländerna |
| Giuliana Poletti – Michelle Valiente       | Paraguay      |
| Esmée Böbner – Zoé Vergé-Dépré             | Schweiz       |
| Tanja Hüberli – Nina Betschart             | Schweiz       |
| Daniela Álvarez Mendoza – Tania Moreno     | Spanien       |
| Liliana Fernández – Paula Soria            | Spanien       |
| Sara Hughes – Kelly Cheng                  | USA           |
| Kristen Nuss – Taryn Kloth                 | USA           |

## Lottning
Lottning för turneringen hölls 28 juni.
| Grupp A                     | Grupp B                 | Grupp C                      |
| --------------------------- | ----------------------- | ---------------------------- |
| Ana Patrícia – Duda (BRA)   | Nuss – Kloth (USA)      | Hughes – Cheng (USA)         |
| Gottardi – Menegatti (ITA)  | Xue – X. Y. Xia (CHN)   | Müller – Tillmann (GER)      |
| Liliana – Paula (ESP)       | Mariafe – Clancy (AUS)  | Vieira – Chamereau (FRA)     |
| Marwa – D. Elghobashy (EGY) | Bansley – Bukovec (CAN) | Hermannová – Štochlová (CZE) |

| Grupp D                  | Grupp E                      | Grupp F                  |
| ------------------------ | ---------------------------- | ------------------------ |
| Melissa – Brandie (CAN)  | Carol – Bárbara (BRA)        | Placette – Richard (FRA) |
| Tīna – Anastasija (LAT)  | Stam – Schoon (NED)          | Hüberli – Brunner (SUI)  |
| Esmée – Zoé (SUI)        | Paulikienė – Raupelytė (LTU) | Álvarez M – Moreno (ESP) |
| Poletti – Michelle (PAR) | Akiko – Ishii (JPN)          | Ludwig – Lippmann (GER)  |

## Domare
Följande domare valdes ut för turneringen.
- Osvaldo Sumavil
- Giseli Amantino
- Brian Hiebert
- Wang Lijun
- Juan Carlos Saavedra
- Sylvain Druart
- Charalampos Papadogoulas
- Davide Crescentini
- Mariko Satomi
- Agnieszka Myszkowska
- Rui Carvalho
- Jean Mukundiyukuri
- Robert Leko
- Giovanni Bake
- José María Padrón
- Brigham Beatie

## Grupprundan
Spelschemat tillkännagavs 4 juli 2024.
Alla tider är lokal fransk tid (Centraleuropeisk sommartid).

### Grupp A
| Pos | Lag                          | M | V | F | P | SV | SF | SK    | BV  | BF  | BK    | Kvalificering    |
| --- | ---------------------------- | - | - | - | - | -- | -- | ----- | --- | --- | ----- | ---------------- |
| 1   | Ana Patricia – Duda (BRA)    | 3 | 3 | 0 | 6 | 6  | 0  | MAX   | 126 | 85  | 1,482 | Åttondelsfinaler |
| 2   | Liliana – Paula (ESP)        | 3 | 2 | 1 | 5 | 4  | 3  | 1,333 | 116 | 131 | 0,885 | Åttondelsfinaler |
| 3   | Gottardi – Menegatti (ITA)   | 3 | 1 | 2 | 4 | 3  | 4  | 0,750 | 126 | 117 | 1,077 | Åttondelsfinaler |
| 4   | Abdelhady – Elghobashy (EGY) | 3 | 0 | 3 | 3 | 0  | 6  | 0,000 | 91  | 126 | 0,722 |                  |

| 28 juli 2024 09:00 | Gottardi – Menegatti | 1–2 | Liliana – Paula | Eiffel Tower Stadium Champ de Mars, Paris Publik: 8 550 Domare: Giovanni Bake (RSA), Rui Carvalho (POR) Rapport: https://www.fivb.org/vis2009/getdocument.asmx?no=256691000 |
| 28 juli 2024 09:00 | (22–24, 21–9, 14–16) |     |                 | Eiffel Tower Stadium Champ de Mars, Paris Publik: 8 550 Domare: Giovanni Bake (RSA), Rui Carvalho (POR) Rapport: https://www.fivb.org/vis2009/getdocument.asmx?no=256691000 |

| 28 juli 2024 16:00 | Ana Patricia – Duda | 2–0 | Abdelhady – Elghobashy | Eiffel Tower Stadium Champ de Mars, Paris Publik: 10 767 Domare: Mariko Satomi (JPN), Davide Crescentini (ITA) Rapport: https://www.fivb.org/vis2009/getdocument.asmx?no=256691148 |
| 28 juli 2024 16:00 | (21–14, 21–19)      |     |                        | Eiffel Tower Stadium Champ de Mars, Paris Publik: 10 767 Domare: Mariko Satomi (JPN), Davide Crescentini (ITA) Rapport: https://www.fivb.org/vis2009/getdocument.asmx?no=256691148 |

| 30 juli 2024 11:00 | Gottardi – Menegatti | 2–0 | Abdelhady – Elghobashy | Eiffel Tower Stadium Champ de Mars, Paris Publik: 10 566 Domare: Giovanni Bake (RSA), Agnieszka Myszkowska (POL) Rapport: https://www.fivb.org/vis2009/getdocument.asmx?no=256691457 |
| 30 juli 2024 11:00 | (21–16, 21–10)       |     |                        | Eiffel Tower Stadium Champ de Mars, Paris Publik: 10 566 Domare: Giovanni Bake (RSA), Agnieszka Myszkowska (POL) Rapport: https://www.fivb.org/vis2009/getdocument.asmx?no=256691457 |

| 30 juli 2024 21:00 | Ana Patricia – Duda | 2–0 | Liliana – Paula | Eiffel Tower Stadium Champ de Mars, Paris Publik: 10 760 Domare: Juan Saavedra (COL), Sylvain Druart (FRA) Rapport: https://www.fivb.org/vis2009/getdocument.asmx?no=256691605 |
| 30 juli 2024 21:00 | (21–12, 21–13)      |     |                 | Eiffel Tower Stadium Champ de Mars, Paris Publik: 10 760 Domare: Juan Saavedra (COL), Sylvain Druart (FRA) Rapport: https://www.fivb.org/vis2009/getdocument.asmx?no=256691605 |

| 1 augusti 2024 11:00 | Liliana – Paula | 2–0 | Abdelhady – Elghobashy | Eiffel Tower Stadium Champ de Mars, Paris Publik: 10 455 Domare: Sylvain Druart (FRA), Agnieszka Myszkowska (POL) Rapport: https://www.fivb.org/vis2009/getdocument.asmx?no=256691970 |
| 1 augusti 2024 11:00 | (21–18, 21–14)  |     |                        | Eiffel Tower Stadium Champ de Mars, Paris Publik: 10 455 Domare: Sylvain Druart (FRA), Agnieszka Myszkowska (POL) Rapport: https://www.fivb.org/vis2009/getdocument.asmx?no=256691970 |

| 1 augusti 2024 20:00 | Ana Patricia – Duda | 2–0 | Gottardi – Menegatti | Eiffel Tower Stadium Champ de Mars, Paris Publik: 10 099 Domare: Brian Hiebert (CAN), Osvaldo Sumavil (ARG) Rapport: https://www.fivb.org/vis2009/getdocument.asmx?no=256692288 |
| 1 augusti 2024 20:00 | (21–17, 21–10)      |     |                      | Eiffel Tower Stadium Champ de Mars, Paris Publik: 10 099 Domare: Brian Hiebert (CAN), Osvaldo Sumavil (ARG) Rapport: https://www.fivb.org/vis2009/getdocument.asmx?no=256692288 |

### Grupp B
| Pos | Lag                     | M | V | F | P | SV | SF | SK    | BV  | BF  | BK    | Kvalificering    |
| --- | ----------------------- | - | - | - | - | -- | -- | ----- | --- | --- | ----- | ---------------- |
| 1   | Nuss – Kloth (USA)      | 3 | 3 | 0 | 6 | 6  | 1  | 6,000 | 135 | 112 | 1,205 | Åttondelsfinaler |
| 2   | Mariafe – Clancy (AUS)  | 3 | 2 | 1 | 5 | 4  | 3  | 1,333 | 126 | 123 | 1,024 | Åttondelsfinaler |
| 3   | Xue – Xia (CHN)         | 3 | 1 | 2 | 4 | 4  | 4  | 1,000 | 146 | 137 | 1,066 | Åttondelsfinaler |
| 4   | Bansley – Bukovec (CAN) | 3 | 0 | 3 | 3 | 0  | 6  | 0,000 | 91  | 126 | 0,722 |                  |

| 27 juli 2024 18:00 | Xue – Xia             | 1–2 | Mariafe – Clancy | Eiffel Tower Stadium Champ de Mars, Paris Publik: 10 250 Domare: Osvaldo Sumavil (ARG), Agnieszka Myszkowska (POL) Rapport: https://www.fivb.org/vis2009/getdocument.asmx?no=256690441 |
| 27 juli 2024 18:00 | (20–22, 21–14, 14–16) |     |                  | Eiffel Tower Stadium Champ de Mars, Paris Publik: 10 250 Domare: Osvaldo Sumavil (ARG), Agnieszka Myszkowska (POL) Rapport: https://www.fivb.org/vis2009/getdocument.asmx?no=256690441 |

| 27 juli 2024 22:00 | Nuss – Kloth   | 2–0 | Bansley – Bukovec | Eiffel Tower Stadium Champ de Mars, Paris Publik: 10 314 Domare: Giseli Amantino (BRA), Mariko Satomi (JPN) Rapport: https://www.fivb.org/vis2009/getdocument.asmx?no=256690704 |
| 27 juli 2024 22:00 | (21–17, 21–14) |     |                   | Eiffel Tower Stadium Champ de Mars, Paris Publik: 10 314 Domare: Giseli Amantino (BRA), Mariko Satomi (JPN) Rapport: https://www.fivb.org/vis2009/getdocument.asmx?no=256690704 |

| 29 juli 2024 11:00 | Xue – Xia      | 2–0 | Bansley – Bukovec | Eiffel Tower Stadium Champ de Mars, Paris Publik: 10 580 Domare: Agnieszka Myszkowska (POL), Giovanni Bake (RSA) Rapport: https://www.fivb.org/vis2009/getdocument.asmx?no=256691302 |
| 29 juli 2024 11:00 | (21–15, 21–19) |     |                   | Eiffel Tower Stadium Champ de Mars, Paris Publik: 10 580 Domare: Agnieszka Myszkowska (POL), Giovanni Bake (RSA) Rapport: https://www.fivb.org/vis2009/getdocument.asmx?no=256691302 |

| 29 juli 2024 22:00 | Nuss – Kloth   | 2–0 | Mariafe – Clancy | Eiffel Tower Stadium Champ de Mars, Paris Publik: 10 237 Domare: Wang Lijun (CHN), Osvaldo Sumavil (ARG) Rapport: https://www.fivb.org/vis2009/getdocument.asmx?no=256691397 |
| 29 juli 2024 22:00 | (21–16, 21–16) |     |                  | Eiffel Tower Stadium Champ de Mars, Paris Publik: 10 237 Domare: Wang Lijun (CHN), Osvaldo Sumavil (ARG) Rapport: https://www.fivb.org/vis2009/getdocument.asmx?no=256691397 |

| 1 augusti 2024 16:00 | Mariafe – Clancy | 2–0 | Bansley – Bukovec | Eiffel Tower Stadium Champ de Mars, Paris Publik: 10 107 Domare: Jean Mukundiyukuri (RWA), Wang Lijun (CHN) Rapport: https://www.fivb.org/vis2009/getdocument.asmx?no=256692155 |
| 1 augusti 2024 16:00 | (21–10, 21–16)   |     |                   | Eiffel Tower Stadium Champ de Mars, Paris Publik: 10 107 Domare: Jean Mukundiyukuri (RWA), Wang Lijun (CHN) Rapport: https://www.fivb.org/vis2009/getdocument.asmx?no=256692155 |

| 1 augusti 2024 22:00 | Nuss – Kloth          | 2–1 | Xue – Xia | Eiffel Tower Stadium Champ de Mars, Paris Publik: 10 805 Domare: José Padron (ESP), Giseli Amantino (BRA) Rapport: https://www.fivb.org/vis2009/getdocument.asmx?no=256692321 |
| 1 augusti 2024 22:00 | (15–21, 21–16, 15–12) |     |           | Eiffel Tower Stadium Champ de Mars, Paris Publik: 10 805 Domare: José Padron (ESP), Giseli Amantino (BRA) Rapport: https://www.fivb.org/vis2009/getdocument.asmx?no=256692321 |

### Grupp C
| Pos | Lag                          | M | V | F | P | SV | SF | SK    | BV  | BF  | BK    | Kvalificering    |
| --- | ---------------------------- | - | - | - | - | -- | -- | ----- | --- | --- | ----- | ---------------- |
| 1   | Hughes – Cheng (USA)         | 3 | 3 | 0 | 6 | 6  | 0  | MAX   | 128 | 100 | 1,280 | Åttondelsfinaler |
| 2   | Müller – Tillmann (GER)      | 3 | 2 | 1 | 5 | 4  | 2  | 2,000 | 120 | 94  | 1,277 | Åttondelsfinaler |
| 3   | Hermannová – Štochlová (CZE) | 3 | 1 | 2 | 4 | 2  | 5  | 0,400 | 107 | 127 | 0,843 | Lucky losers     |
| 4   | Vieira – Chamereau (FRA)     | 3 | 0 | 3 | 3 | 1  | 6  | 0,167 | 106 | 140 | 0,757 |                  |

| 28 juli 2024 12:00 | Müller – Tillmann | 2–0 | Vieira – Chamereau | Eiffel Tower Stadium Champ de Mars, Paris Publik: 10 693 Domare: Charalampos Papadogoulas (GRE), Juan Saavedra (COL) Rapport: https://www.fivb.org/vis2009/getdocument.asmx?no=256690951 |
| 28 juli 2024 12:00 | (21–14, 21–12)    |     |                    | Eiffel Tower Stadium Champ de Mars, Paris Publik: 10 693 Domare: Charalampos Papadogoulas (GRE), Juan Saavedra (COL) Rapport: https://www.fivb.org/vis2009/getdocument.asmx?no=256690951 |

| 28 juli 2024 22:00 | Hughes – Cheng | 2–0 | Hermannová – Štochlová | Eiffel Tower Stadium Champ de Mars, Paris Publik: 10 598 Domare: Osvaldo Sumavil (ARG), Davide Crescentini (ITA) Rapport: https://www.fivb.org/vis2009/getdocument.asmx?no=256691218 |
| 28 juli 2024 22:00 | (21–16, 21–11) |     |                        | Eiffel Tower Stadium Champ de Mars, Paris Publik: 10 598 Domare: Osvaldo Sumavil (ARG), Davide Crescentini (ITA) Rapport: https://www.fivb.org/vis2009/getdocument.asmx?no=256691218 |

| 31 juli 2024 11:00 | Müller – Tillmann | 2–0 | Hermannová – Štochlová | Eiffel Tower Stadium Champ de Mars, Paris Publik: 10 643 Domare: Robert Leko (SRB), Jean Mukundiyukuri (RWA) Rapport: https://www.fivb.org/vis2009/getdocument.asmx?no=256691689 |
| 31 juli 2024 11:00 | (21–17, 21–9)     |     |                        | Eiffel Tower Stadium Champ de Mars, Paris Publik: 10 643 Domare: Robert Leko (SRB), Jean Mukundiyukuri (RWA) Rapport: https://www.fivb.org/vis2009/getdocument.asmx?no=256691689 |

| 31 juli 2024 15:00 | Hughes – Cheng | 2–0 | Vieira – Chamereau | Eiffel Tower Stadium Champ de Mars, Paris Publik: 9 777 Domare: José Padron (ESP), Agnieszka Myszkowska (POL) Rapport: https://www.fivb.org/vis2009/getdocument.asmx?no=256691728 |
| 31 juli 2024 15:00 | (21–16, 23–21) |     |                    | Eiffel Tower Stadium Champ de Mars, Paris Publik: 9 777 Domare: José Padron (ESP), Agnieszka Myszkowska (POL) Rapport: https://www.fivb.org/vis2009/getdocument.asmx?no=256691728 |

| 2 augusti 2024 12:00 | Vieira – Chamereau   | 1–2 | Hermannová – Štochlová | Eiffel Tower Stadium Champ de Mars, Paris Publik: 11 233 Domare: Robert Leko (SRB), Rui Carvalho (POR) Rapport: https://www.fivb.org/vis2009/getdocument.asmx?no=256692508 |
| 2 augusti 2024 12:00 | (13–21, 21–18, 9–15) |     |                        | Eiffel Tower Stadium Champ de Mars, Paris Publik: 11 233 Domare: Robert Leko (SRB), Rui Carvalho (POR) Rapport: https://www.fivb.org/vis2009/getdocument.asmx?no=256692508 |

| 2 augusti 2024 22:00 | Hughes – Cheng | 2–0 | Müller – Tillmann | Eiffel Tower Stadium Champ de Mars, Paris Publik: 10 891 Domare: Agnieszka Myszkowska (POL), Giseli Amantino (BRA) Rapport: https://www.fivb.org/vis2009/getdocument.asmx?no=256692788 |
| 2 augusti 2024 22:00 | (21–18, 21–18) |     |                   | Eiffel Tower Stadium Champ de Mars, Paris Publik: 10 891 Domare: Agnieszka Myszkowska (POL), Giseli Amantino (BRA) Rapport: https://www.fivb.org/vis2009/getdocument.asmx?no=256692788 |

### Grupp D
| Pos | Lag                      | M | V | F | P | SV | SF | SK    | BV  | BF  | BK    | Kvalificering    |
| --- | ------------------------ | - | - | - | - | -- | -- | ----- | --- | --- | ----- | ---------------- |
| 1   | Esmée – Zoé (SUI)        | 3 | 3 | 0 | 6 | 6  | 2  | 3,000 | 147 | 133 | 1,105 | Åttondelsfinaler |
| 2   | Tīna – Anastasija (LAT)  | 3 | 2 | 1 | 5 | 4  | 2  | 2,000 | 114 | 110 | 1,036 | Åttondelsfinaler |
| 3   | Melissa – Brandie (CAN)  | 3 | 1 | 2 | 4 | 3  | 4  | 0,750 | 126 | 120 | 1,050 | Lucky losers     |
| 4   | Poletti – Michelle (PAR) | 3 | 0 | 3 | 3 | 1  | 6  | 0,167 | 116 | 140 | 0,829 |                  |

| 29 juli 2024 15:00 | Melissa – Brandie | 2–0 | Poletti – Michelle | Eiffel Tower Stadium Champ de Mars, Paris Publik: 9 689 Domare: Jean Mukundiyukuri (RWA), Charalampos Papadogoulas (GRE) Rapport: https://www.fivb.org/vis2009/getdocument.asmx?no=256691338 |
| 29 juli 2024 15:00 | (21–16, 21–12)    |     |                    | Eiffel Tower Stadium Champ de Mars, Paris Publik: 9 689 Domare: Jean Mukundiyukuri (RWA), Charalampos Papadogoulas (GRE) Rapport: https://www.fivb.org/vis2009/getdocument.asmx?no=256691338 |

| 29 juli 2024 17:00 | Tīna – Anastasija | 0–2 | Esmée – Zoé | Eiffel Tower Stadium Champ de Mars, Paris Publik: 10 834 Domare: Sylvain Druart (FRA), Mariko Satomi (JPN) Rapport: https://www.fivb.org/vis2009/getdocument.asmx?no=256691356 |
| 29 juli 2024 17:00 | (15–21, 14–21)    |     |             | Eiffel Tower Stadium Champ de Mars, Paris Publik: 10 834 Domare: Sylvain Druart (FRA), Mariko Satomi (JPN) Rapport: https://www.fivb.org/vis2009/getdocument.asmx?no=256691356 |

| 31 juli 2024 12:00 | Tīna – Anastasija | 2–0 | Poletti – Michelle | Eiffel Tower Stadium Champ de Mars, Paris Publik: 10 738 Domare: Mariko Satomi (JPN), Giovanni Bake (RSA) Rapport: https://www.fivb.org/vis2009/getdocument.asmx?no=256691711 |
| 31 juli 2024 12:00 | (21–19, 21–15)    |     |                    | Eiffel Tower Stadium Champ de Mars, Paris Publik: 10 738 Domare: Mariko Satomi (JPN), Giovanni Bake (RSA) Rapport: https://www.fivb.org/vis2009/getdocument.asmx?no=256691711 |

| 31 juli 2024 21:30 | Melissa – Brandie     | 1–2 | Esmée – Zoé | Eiffel Tower Stadium Champ de Mars, Paris Publik: 10 105 Domare: Giseli Amantino (BRA), Brigham Beaties (USA) Rapport: https://www.fivb.org/vis2009/getdocument.asmx?no=256691812 |
| 31 juli 2024 21:30 | (18–21, 21–13, 11–15) |     |             | Eiffel Tower Stadium Champ de Mars, Paris Publik: 10 105 Domare: Giseli Amantino (BRA), Brigham Beaties (USA) Rapport: https://www.fivb.org/vis2009/getdocument.asmx?no=256691812 |

| 3 augusti 2024 11:00 | Esmée – Zoé           | 2–1 | Poletti – Michelle | Eiffel Tower Stadium Champ de Mars, Paris Publik: 10 721 Domare: Sylvain Druart (FRA), Mariko Satomi (JPN) Rapport: https://www.fivb.org/vis2009/getdocument.asmx?no=256692929 |
| 3 augusti 2024 11:00 | (23–21, 18–21, 15–12) |     |                    | Eiffel Tower Stadium Champ de Mars, Paris Publik: 10 721 Domare: Sylvain Druart (FRA), Mariko Satomi (JPN) Rapport: https://www.fivb.org/vis2009/getdocument.asmx?no=256692929 |

| 3 augusti 2024 17:00 | Melissa – Brandie | 0–2 | Tīna – Anastasija | Eiffel Tower Stadium Champ de Mars, Paris Publik: 10 659 Domare: Jean Mukundiyukuri (RWA), Juan Saavedra (COL) Rapport: https://www.fivb.org/vis2009/getdocument.asmx?no=256693108 |
| 3 augusti 2024 17:00 | (14–21, 20–22)    |     |                   | Eiffel Tower Stadium Champ de Mars, Paris Publik: 10 659 Domare: Jean Mukundiyukuri (RWA), Juan Saavedra (COL) Rapport: https://www.fivb.org/vis2009/getdocument.asmx?no=256693108 |

### Grupp E
| Pos | Lag                          | M | V | F | P | SV | SF | SK    | BV  | BF  | BK    | Kvalificering    |
| --- | ---------------------------- | - | - | - | - | -- | -- | ----- | --- | --- | ----- | ---------------- |
| 1   | Carol – Bárbara (BRA)        | 3 | 3 | 0 | 6 | 6  | 1  | 6,000 | 140 | 113 | 1,239 | Åttondelsfinaler |
| 2   | Stam – Schoon (NED)          | 3 | 2 | 1 | 5 | 5  | 2  | 2,500 | 139 | 122 | 1,139 | Åttondelsfinaler |
| 3   | Akiko – Ishii (JPN)          | 3 | 1 | 2 | 4 | 2  | 4  | 0,500 | 103 | 100 | 1,030 | Lucky losers     |
| 4   | Paulikienė – Raupelytė (LTU) | 3 | 0 | 3 | 3 | 0  | 6  | 0,000 | 79  | 126 | 0,627 |                  |

| 28 juli 2024 11:00 | Carol – Bárbara | 2–0 | Akiko – Ishii | Eiffel Tower Stadium Champ de Mars, Paris Publik: 10 656 Domare: Agnieszka Myszkowska (POL), José Padron (ESP) Rapport: https://www.fivb.org/vis2009/getdocument.asmx?no=256690899 |
| 28 juli 2024 11:00 | (21–12, 21–19)  |     |               | Eiffel Tower Stadium Champ de Mars, Paris Publik: 10 656 Domare: Agnieszka Myszkowska (POL), José Padron (ESP) Rapport: https://www.fivb.org/vis2009/getdocument.asmx?no=256690899 |

| 28 juli 2024 15:00 | Stam – Schoon  | 2–0 | Paulikienė – Raupelytė | Eiffel Tower Stadium Champ de Mars, Paris Publik: 10 282 Domare: Rui Carvalho (POR), Jean Mukundiyukuri (RWA) Rapport: https://www.fivb.org/vis2009/getdocument.asmx?no=256691099 |
| 28 juli 2024 15:00 | (21–19, 21–17) |     |                        | Eiffel Tower Stadium Champ de Mars, Paris Publik: 10 282 Domare: Rui Carvalho (POR), Jean Mukundiyukuri (RWA) Rapport: https://www.fivb.org/vis2009/getdocument.asmx?no=256691099 |

| 30 juli 2024 16:00 | Carol – Bárbara | 2–0 | Paulikienė – Raupelytė | Eiffel Tower Stadium Champ de Mars, Paris Publik: 10 795 Domare: Davide Crescentini (ITA), Wang Lijun (CHN) Rapport: https://www.fivb.org/vis2009/getdocument.asmx?no=256691542 |
| 30 juli 2024 16:00 | (21–13, 21–14)  |     |                        | Eiffel Tower Stadium Champ de Mars, Paris Publik: 10 795 Domare: Davide Crescentini (ITA), Wang Lijun (CHN) Rapport: https://www.fivb.org/vis2009/getdocument.asmx?no=256691542 |

| 30 juli 2024 22:00 | Stam – Schoon  | 2–0 | Akiko – Ishii | Eiffel Tower Stadium Champ de Mars, Paris Publik: 10 828 Domare: Giseli Amantino (BRA), Wang Lijun (CHN) Rapport: https://www.fivb.org/vis2009/getdocument.asmx?no=256691624 |
| 30 juli 2024 22:00 | (21–16, 21–14) |     |               | Eiffel Tower Stadium Champ de Mars, Paris Publik: 10 828 Domare: Giseli Amantino (BRA), Wang Lijun (CHN) Rapport: https://www.fivb.org/vis2009/getdocument.asmx?no=256691624 |

| 2 augusti 2024 09:00 | Paulikienė – Raupelytė | 0–2 | Akiko – Ishii | Eiffel Tower Stadium Champ de Mars, Paris Publik: 9 626 Domare: Giovanni Bake (RSA), Robert Leko (SRB) Rapport: https://www.fivb.org/vis2009/getdocument.asmx?no=256692344 |
| 2 augusti 2024 09:00 | (11–21, 5–21)          |     |               | Eiffel Tower Stadium Champ de Mars, Paris Publik: 9 626 Domare: Giovanni Bake (RSA), Robert Leko (SRB) Rapport: https://www.fivb.org/vis2009/getdocument.asmx?no=256692344 |

| 2 augusti 2024 17:00 | Carol – Bárbara       | 2–1 | Stam – Schoon | Eiffel Tower Stadium Champ de Mars, Paris Publik: 10 680 Domare: Wang Lijun (CHN), José Padron (ESP) Rapport: https://www.fivb.org/vis2009/getdocument.asmx?no=256692695 |
| 2 augusti 2024 17:00 | (16–21, 21–17, 19–17) |     |               | Eiffel Tower Stadium Champ de Mars, Paris Publik: 10 680 Domare: Wang Lijun (CHN), José Padron (ESP) Rapport: https://www.fivb.org/vis2009/getdocument.asmx?no=256692695 |

### Grupp F
| Pos | Lag                       | M | V | F | P | SV | SF | SK    | BV  | BF  | BK    | Kvalificering    |
| --- | ------------------------- | - | - | - | - | -- | -- | ----- | --- | --- | ----- | ---------------- |
| 1   | Hüberli – Betschart (SUI) | 3 | 3 | 0 | 6 | 6  | 0  | MAX   | 126 | 74  | 1,703 | Åttondelsfinaler |
| 2   | Álvarez – Moreno (ESP)    | 3 | 2 | 1 | 5 | 4  | 2  | 2,000 | 115 | 104 | 1,106 | Åttondelsfinaler |
| 3   | Placette – Richard (FRA)  | 3 | 1 | 2 | 4 | 2  | 4  | 0,500 | 89  | 118 | 0,754 | Lucky losers     |
| 4   | Ludwig – Lippmann (GER)   | 3 | 0 | 3 | 3 | 0  | 6  | 0,000 | 93  | 127 | 0,732 |                  |

| 29 juli 2024 12:00 | Hüberli – Betschart | 2–0 | Álvarez – Moreno | Eiffel Tower Stadium Champ de Mars, Paris Publik: 10 580 Domare: Robert Leko (SRB), Rui Carvalho (POR) Rapport: https://www.fivb.org/vis2009/getdocument.asmx?no=256691311 |
| 29 juli 2024 12:00 | (21–12, 21–19)      |     |                  | Eiffel Tower Stadium Champ de Mars, Paris Publik: 10 580 Domare: Robert Leko (SRB), Rui Carvalho (POR) Rapport: https://www.fivb.org/vis2009/getdocument.asmx?no=256691311 |

| 29 juli 2024 21:00 | Placette – Richard | 2–0 | Ludwig – Lippmann | Eiffel Tower Stadium Champ de Mars, Paris Publik: 10 731 Domare: Giseli Amantino (BRA), Brigham Beatie (USA) Rapport: https://www.fivb.org/vis2009/getdocument.asmx?no=256691380 |
| 29 juli 2024 21:00 | (21–14, 22–20)     |     |                   | Eiffel Tower Stadium Champ de Mars, Paris Publik: 10 731 Domare: Giseli Amantino (BRA), Brigham Beatie (USA) Rapport: https://www.fivb.org/vis2009/getdocument.asmx?no=256691380 |

| 31 juli 2024 10:00 | Hüberli – Betschart | 2–0 | Ludwig – Lippmann | Eiffel Tower Stadium Champ de Mars, Paris Publik: 10 501 Domare: Agnieszka Myszkowska (POL), Rui Carvalho (POR) Rapport: https://www.fivb.org/vis2009/getdocument.asmx?no=256691665 |
| 31 juli 2024 10:00 | (21–9, 21–15)       |     |                   | Eiffel Tower Stadium Champ de Mars, Paris Publik: 10 501 Domare: Agnieszka Myszkowska (POL), Rui Carvalho (POR) Rapport: https://www.fivb.org/vis2009/getdocument.asmx?no=256691665 |

| 31 juli 2024 17:00 | Placette – Richard | 0–2 | Álvarez – Moreno | Eiffel Tower Stadium Champ de Mars, Paris Publik: 10 677 Domare: Davide Crescentini (ITA), Brian Hiebert (CAN) Rapport: https://www.fivb.org/vis2009/getdocument.asmx?no=256691760 |
| 31 juli 2024 17:00 | (12–21, 15–21)     |     |                  | Eiffel Tower Stadium Champ de Mars, Paris Publik: 10 677 Domare: Davide Crescentini (ITA), Brian Hiebert (CAN) Rapport: https://www.fivb.org/vis2009/getdocument.asmx?no=256691760 |

| 3 augusti 2024 12:00 | Álvarez – Moreno | 2–0 | Ludwig – Lippmann | Eiffel Tower Stadium Champ de Mars, Paris Publik: 10 832 Domare: Brian Hiebert (CAN), Giovanni Bake (RSA) Rapport: https://www.fivb.org/vis2009/getdocument.asmx?no=256692961 |
| 3 augusti 2024 12:00 | (21–16, 21–19)   |     |                   | Eiffel Tower Stadium Champ de Mars, Paris Publik: 10 832 Domare: Brian Hiebert (CAN), Giovanni Bake (RSA) Rapport: https://www.fivb.org/vis2009/getdocument.asmx?no=256692961 |

| 3 augusti 2024 16:00 | Placette – Richard | 0–2 | Hüberli – Betschart | Eiffel Tower Stadium Champ de Mars, Paris Publik: 10 181 Domare: Robert Leko (SRB), Davide Crescentini (ITA) Rapport: https://www.fivb.org/vis2009/getdocument.asmx?no=256693054 |
| 3 augusti 2024 16:00 | (11–21, 8–21)      |     |                     | Eiffel Tower Stadium Champ de Mars, Paris Publik: 10 181 Domare: Robert Leko (SRB), Davide Crescentini (ITA) Rapport: https://www.fivb.org/vis2009/getdocument.asmx?no=256693054 |

### Lucky losers
Tabell nedan visar rankingen av de tredjeplacerade lagen. De två främsta gick vidare till åttondelsfinal automatiskt med övriga lag mötte varandra i en match i åttondelsfinalerna (lag 3 mot lag 6 och lag 4 mot lag 5).
| Pos | Grp | Lag                          | M | V | F | P | SV | SF | SK    | BV  | BF  | BK    | Kvalificering        |
| --- | --- | ---------------------------- | - | - | - | - | -- | -- | ----- | --- | --- | ----- | -------------------- |
| 1   | B   | Xue – Xia (CHN)              | 3 | 1 | 2 | 4 | 4  | 4  | 1,000 | 146 | 137 | 1,066 | Åttondelsfinaler     |
| 2   | A   | Gottardi – Menegatti (ITA)   | 3 | 1 | 2 | 4 | 3  | 4  | 0,750 | 126 | 117 | 1,077 | Åttondelsfinaler     |
| 3   | D   | Melissa – Brandie (CAN)      | 3 | 1 | 2 | 4 | 3  | 4  | 0,750 | 126 | 120 | 1,050 | Lucky loser playoffs |
| 4   | E   | Akiko – Ishii (JPN)          | 3 | 1 | 2 | 4 | 2  | 4  | 0,500 | 103 | 100 | 1,030 | Lucky loser playoffs |
| 5   | F   | Placette – Richard (FRA)     | 3 | 1 | 2 | 4 | 2  | 4  | 0,500 | 89  | 118 | 0,754 | Lucky loser playoffs |
| 6   | C   | Hermannová – Štochlová (CZE) | 3 | 1 | 2 | 4 | 2  | 5  | 0,400 | 107 | 127 | 0,843 | Lucky loser playoffs |

#### Lucky loser playoffs
| 3 augusti 2024 21:00 | Akiko – Ishii  | 2–0 | Placette – Richard | Eiffel Tower Stadium Champ de Mars, Paris Publik: 10 244 Domare: Brigham Beatie (USA), Wang Lijun (CHN) Rapport: https://www.fivb.org/vis2009/getdocument.asmx?no=256693203 |
| 3 augusti 2024 21:00 | (21–15, 21–18) |     |                    | Eiffel Tower Stadium Champ de Mars, Paris Publik: 10 244 Domare: Brigham Beatie (USA), Wang Lijun (CHN) Rapport: https://www.fivb.org/vis2009/getdocument.asmx?no=256693203 |

| 3 augusti 2024 22:00 | Melissa – Brandie | 2–0 | Hermannová – Štochlová | Eiffel Tower Stadium Champ de Mars, Paris Publik: 10 762 Domare: Giseli Amantino (BRA), Agnieszka Myszkowska (POL) Rapport: https://www.fivb.org/vis2009/getdocument.asmx?no=256693211 |
| 3 augusti 2024 22:00 | (21–15, 21–12)    |     |                        | Eiffel Tower Stadium Champ de Mars, Paris Publik: 10 762 Domare: Giseli Amantino (BRA), Agnieszka Myszkowska (POL) Rapport: https://www.fivb.org/vis2009/getdocument.asmx?no=256693211 |

## Slutspel
Åttonsdelsfinalerna kommer lottades. De sex gruppvinnarna delades upp automatiskt. Därefter placerades lucky loser-vinnarna och sedan de två bästa treorna. Sist placerades grupptvåorna ut. Inget lag kunde möta ett annat lag från samma grupp i åttondelsfinalerna.

### Upplägg
|  | Åttondelsfinaler           | Åttondelsfinaler          |                           |   | Kvartsfinaler             | Kvartsfinaler |           |           | Semifinaler | Semifinaler |  |  | Gold medal | Gold medal |
|  |                            |                           |                           |   |                           |               |           |           |             |             |  |  |            |            |
|  | 5 augusti                  |                           |                           |   |                           |               |           |           |             |             |  |  |            |            |
|  |                            |                           |                           |   |                           |               |           |           |             |             |  |  |            |            |
|  | Ana Patricia – Duda (BRA)  | 2                         |                           |   |                           |               |           |           |             |             |  |  |            |            |
|  | Ana Patricia – Duda (BRA)  | 2                         | 7 augusti                 |   |                           |               |           |           |             |             |  |  |            |            |
|  | Akiko – Ishii (JPN)        | 0                         |                           |   |                           |               |           |           |             |             |  |  |            |            |
|  | Akiko – Ishii (JPN)        | 0                         | Ana Patricia – Duda (BRA) | 2 |                           |               |           |           |             |             |  |  |            |            |
|  | 5 augusti                  |                           | Ana Patricia – Duda (BRA) | 2 |                           |               |           |           |             |             |  |  |            |            |
|  |                            | Tīna – Anastasija (LAT)   | 0                         |   |                           |               |           |           |             |             |  |  |            |            |
|  | Müller – Tillmann (GER)    | Tīna – Anastasija (LAT)   | 0                         | 1 |                           |               |           |           |             |             |  |  |            |            |
|  | Müller – Tillmann (GER)    |                           | 8 augusti                 | 1 |                           |               |           |           |             |             |  |  |            |            |
|  | Tīna – Anastasija (LAT)    | 2                         |                           |   |                           |               |           |           |             |             |  |  |            |            |
|  | Tīna – Anastasija (LAT)    | 2                         | Ana Patricia – Duda (BRA) | 2 |                           |               |           |           |             |             |  |  |            |            |
|  | 4 augusti                  |                           | Ana Patricia – Duda (BRA) | 2 |                           |               |           |           |             |             |  |  |            |            |
|  |                            | Mariafe – Clancy (AUS)    | 1                         |   |                           |               |           |           |             |             |  |  |            |            |
|  | Carol – Bárbara (BRA)      | Mariafe – Clancy (AUS)    | 1                         | 0 |                           |               |           |           |             |             |  |  |            |            |
|  | Carol – Bárbara (BRA)      | 6 augusti                 |                           | 0 |                           |               |           |           |             |             |  |  |            |            |
|  | Mariafe – Clancy (AUS)     | 2                         |                           |   |                           |               |           |           |             |             |  |  |            |            |
|  | Mariafe – Clancy (AUS)     | 2                         | Mariafe – Clancy (AUS)    | 2 |                           |               |           |           |             |             |  |  |            |            |
|  | 4 augusti                  |                           | Mariafe – Clancy (AUS)    | 2 |                           |               |           |           |             |             |  |  |            |            |
|  |                            | Esmée – Zoé (SUI)         | 1                         |   |                           |               |           |           |             |             |  |  |            |            |
|  | Xue – X. Y. Xia (CHN)      | Esmée – Zoé (SUI)         | 1                         | 0 |                           |               |           |           |             |             |  |  |            |            |
|  | Xue – X. Y. Xia (CHN)      |                           | 9 augusti                 | 0 |                           |               |           |           |             |             |  |  |            |            |
|  | Esmée – Zoé (SUI)          | 2                         |                           |   |                           |               |           |           |             |             |  |  |            |            |
|  | Esmée – Zoé (SUI)          | 2                         | Ana Patricia – Duda (BRA) | 2 |                           |               |           |           |             |             |  |  |            |            |
|  | 4 augusti                  |                           | Ana Patricia – Duda (BRA) | 2 |                           |               |           |           |             |             |  |  |            |            |
|  |                            | Melissa – Brandie (CAN)   | 1                         |   |                           |               |           |           |             |             |  |  |            |            |
|  | Hughes – Cheng (USA)       | Melissa – Brandie (CAN)   | 1                         | 2 |                           |               |           |           |             |             |  |  |            |            |
|  | Hughes – Cheng (USA)       | 6 augusti                 |                           | 2 |                           |               |           |           |             |             |  |  |            |            |
|  | Gottardi – Menegatti (ITA) | 1                         |                           |   |                           |               |           |           |             |             |  |  |            |            |
|  | Gottardi – Menegatti (ITA) | 1                         | Hughes – Cheng (USA)      | 0 |                           |               |           |           |             |             |  |  |            |            |
|  | 4 augusti                  |                           | Hughes – Cheng (USA)      | 0 |                           |               |           |           |             |             |  |  |            |            |
|  |                            | Hüberli – Betschart (SUI) | 2                         |   |                           |               |           |           |             |             |  |  |            |            |
|  | Liliana – Paula (ESP)      | Hüberli – Betschart (SUI) | 2                         | 0 |                           |               |           |           |             |             |  |  |            |            |
|  | Liliana – Paula (ESP)      |                           | 8 augusti                 | 0 |                           |               |           |           |             |             |  |  |            |            |
|  | Hüberli – Betschart (SUI)  | 2                         |                           |   |                           |               |           |           |             |             |  |  |            |            |
|  | Hüberli – Betschart (SUI)  | 2                         | Hüberli – Betschart (SUI) | 1 |                           |               |           |           |             |             |  |  |            |            |
|  | 5 augusti                  |                           | Hüberli – Betschart (SUI) | 1 |                           |               |           |           |             |             |  |  |            |            |
|  |                            | Melissa – Brandie (CAN)   | 2                         |   | Bronsmatch                | Bronsmatch    |           |           |             |             |  |  |            |            |
|  | Álvarez M – Moreno (ESP)   | Melissa – Brandie (CAN)   | 2                         | 2 | Bronsmatch                | Bronsmatch    |           |           |             |             |  |  |            |            |
|  | Álvarez M – Moreno (ESP)   | 7 augusti                 | 7 augusti                 | 2 |                           |               | 9 augusti | 9 augusti |             |             |  |  |            |            |
|  | Stam – Schoon (NED)        | 7 augusti                 | 7 augusti                 | 1 |                           |               | 9 augusti | 9 augusti |             |             |  |  |            |            |
|  | Stam – Schoon (NED)        | Álvarez M – Moreno (ESP)  | 0                         | 1 | Mariafe – Clancy (AUS)    | 0             |           |           |             |             |  |  |            |            |
|  | 5 augusti                  | Álvarez M – Moreno (ESP)  | 0                         |   | Mariafe – Clancy (AUS)    | 0             |           |           |             |             |  |  |            |            |
|  |                            | Melissa – Brandie (CAN)   | 2                         |   | Hüberli – Betschart (SUI) | 2             |           |           |             |             |  |  |            |            |
|  | Melissa – Brandie (CAN)    | Melissa – Brandie (CAN)   | 2                         | 2 | Hüberli – Betschart (SUI) | 2             |           |           |             |             |  |  |            |            |
|  | Melissa – Brandie (CAN)    |                           |                           | 2 |                           |               |           |           |             |             |  |  |            |            |
|  | Nuss – Kloth (USA)         | 0                         |                           |   |                           |               |           |           |             |             |  |  |            |            |
|  | Nuss – Kloth (USA)         | 0                         |                           |   |                           |               |           |           |             |             |  |  |            |            |

### Åttondelsfinaler
| 4 augusti 2024 09:00 | Xue – X. Y. Xia | 0–2 | Esmée – Zoé | Eiffel Tower Stadium Champ de Mars, Paris Publik: 10 304 Domare: Robert Leko (SRB), Mariko Satomi (JPN) Rapport: https://www.fivb.org/vis2009/getdocument.asmx?no=256693282 |
| 4 augusti 2024 09:00 | (27–29, 16–21)  |     |             | Eiffel Tower Stadium Champ de Mars, Paris Publik: 10 304 Domare: Robert Leko (SRB), Mariko Satomi (JPN) Rapport: https://www.fivb.org/vis2009/getdocument.asmx?no=256693282 |

| 4 augusti 2024 17:00 | Carol – Bárbara | 0–2 | Mariafe – Clancy | Eiffel Tower Stadium Champ de Mars, Paris Publik: 10 623 Domare: Brigham Beatie (USA), Juan Saavedra (COL) Rapport: https://www.fivb.org/vis2009/getdocument.asmx?no=256693404 |
| 4 augusti 2024 17:00 | (22–24, 14–21)  |     |                  | Eiffel Tower Stadium Champ de Mars, Paris Publik: 10 623 Domare: Brigham Beatie (USA), Juan Saavedra (COL) Rapport: https://www.fivb.org/vis2009/getdocument.asmx?no=256693404 |

| 4 augusti 2024 18:00 | Liliana – Paula | 0–2 | Hüberli – Betschart | Eiffel Tower Stadium Champ de Mars, Paris Publik: 10 796 Domare: Agnieszka Myszkowska (POL), Giseli Amantino (BRA) Rapport: https://www.fivb.org/vis2009/getdocument.asmx?no=256693422 |
| 4 augusti 2024 18:00 | (21–23, 16–21)  |     |                     | Eiffel Tower Stadium Champ de Mars, Paris Publik: 10 796 Domare: Agnieszka Myszkowska (POL), Giseli Amantino (BRA) Rapport: https://www.fivb.org/vis2009/getdocument.asmx?no=256693422 |

| 4 augusti 2024 22:00 | Hughes – Cheng        | 2–1 | Gottardi – Menegatti | Eiffel Tower Stadium Champ de Mars, Paris Publik: 10 846 Domare: Wang Lijun (CHN), Jean Mukundyukuri (RWA) Rapport: https://www.fivb.org/vis2009/getdocument.asmx?no=256693459 |
| 4 augusti 2024 22:00 | (21–18, 17–21, 15–12) |     |                      | Eiffel Tower Stadium Champ de Mars, Paris Publik: 10 846 Domare: Wang Lijun (CHN), Jean Mukundyukuri (RWA) Rapport: https://www.fivb.org/vis2009/getdocument.asmx?no=256693459 |

| 5 augusti 2024 09:00 | Müller – Tillmann     | 1–2 | Tīna – Anastasija | Eiffel Tower Stadium Champ de Mars, Paris Publik: 9 988 Domare: Rui Carvalho (POR), Mariko Satomi (JPN) Rapport: https://www.fivb.org/vis2009/getdocument.asmx?no=256693482 |
| 5 augusti 2024 09:00 | (13–21, 21–17, 16–18) |     |                   | Eiffel Tower Stadium Champ de Mars, Paris Publik: 9 988 Domare: Rui Carvalho (POR), Mariko Satomi (JPN) Rapport: https://www.fivb.org/vis2009/getdocument.asmx?no=256693482 |

| 5 augusti 2024 13:00 | Álvarez M – Moreno    | 2–1 | Stam – Schoon | Eiffel Tower Stadium Champ de Mars, Paris Publik: 10 647 Domare: Charalampos Papadogoulas (GRE), Sylvain Druart (FRA) Rapport: https://www.fivb.org/vis2009/getdocument.asmx?no=256693501 |
| 5 augusti 2024 13:00 | (18–21, 21–19, 15–13) |     |               | Eiffel Tower Stadium Champ de Mars, Paris Publik: 10 647 Domare: Charalampos Papadogoulas (GRE), Sylvain Druart (FRA) Rapport: https://www.fivb.org/vis2009/getdocument.asmx?no=256693501 |

| 5 augusti 2024 18:00 | Melissa – Brandie | 2–0 | Nuss – Kloth | Eiffel Tower Stadium Champ de Mars, Paris Publik: 10 105 Domare: Juan Saavedra (COL), Agnieszka Myszkowska (POL) Rapport: https://www.fivb.org/vis2009/getdocument.asmx?no=256693540 |
| 5 augusti 2024 18:00 | (21–19, 21–18)    |     |              | Eiffel Tower Stadium Champ de Mars, Paris Publik: 10 105 Domare: Juan Saavedra (COL), Agnieszka Myszkowska (POL) Rapport: https://www.fivb.org/vis2009/getdocument.asmx?no=256693540 |

| 5 augusti 2024 21:00 | Ana Patricia – Duda | 2–0 | Akiko – Ishii | Eiffel Tower Stadium Champ de Mars, Paris Publik: 10 390 Domare: Jean Mukundiyukuri (RWA), Wang Lijun (CHN) Rapport: https://www.fivb.org/vis2009/getdocument.asmx?no=256693571 |
| 5 augusti 2024 21:00 | (21–15, 21–16)      |     |               | Eiffel Tower Stadium Champ de Mars, Paris Publik: 10 390 Domare: Jean Mukundiyukuri (RWA), Wang Lijun (CHN) Rapport: https://www.fivb.org/vis2009/getdocument.asmx?no=256693571 |

### Kvartsfinaler
| 6 augusti 2024 21:00 | Mariafe – Clancy      | 2–1 | Esmée – Zoé | Eiffel Tower Stadium Champ de Mars, Paris Publik: 10 216 Domare: Brigham Beatie (USA), Jean Mukundiyukuri (RWA) Rapport: https://www.fivb.org/vis2009/getdocument.asmx?no=256693715 |
| 6 augusti 2024 21:00 | (21–19, 16–21, 15–12) |     |             | Eiffel Tower Stadium Champ de Mars, Paris Publik: 10 216 Domare: Brigham Beatie (USA), Jean Mukundiyukuri (RWA) Rapport: https://www.fivb.org/vis2009/getdocument.asmx?no=256693715 |

| 6 augusti 2024 22:00 | Hughes – Cheng | 0–2 | Hüberli – Betschart | Eiffel Tower Stadium Champ de Mars, Paris Publik: 10 524 Domare: Osvaldo Sumavil (ARG), Juan Saavedra (COL) Rapport: https://www.fivb.org/vis2009/getdocument.asmx?no=256693729 |
| 6 augusti 2024 22:00 | (18–21 19–21)  |     |                     | Eiffel Tower Stadium Champ de Mars, Paris Publik: 10 524 Domare: Osvaldo Sumavil (ARG), Juan Saavedra (COL) Rapport: https://www.fivb.org/vis2009/getdocument.asmx?no=256693729 |

| 7 augusti 2024 17:00 | Álvarez M – Moreno | 0–2 | Melissa – Brandie | Eiffel Tower Stadium Champ de Mars, Paris Publik: 10 365 Domare: Agnieszka Myszkowska (POL), Sylvain Druart (FRA) Rapport: https://www.fivb.org/vis2009/getdocument.asmx?no=256693817 |
| 7 augusti 2024 17:00 | (18–21, 18–21)     |     |                   | Eiffel Tower Stadium Champ de Mars, Paris Publik: 10 365 Domare: Agnieszka Myszkowska (POL), Sylvain Druart (FRA) Rapport: https://www.fivb.org/vis2009/getdocument.asmx?no=256693817 |

| 7 augusti 2024 18:00 | Ana Patricia – Duda | 2–0 | Tīna – Anastasija | Eiffel Tower Stadium Champ de Mars, Paris Publik: 10 775 Domare: José Padron (ESP), Robert Leko (SRB) Rapport: https://www.fivb.org/vis2009/getdocument.asmx?no=256693837 |
| 7 augusti 2024 18:00 | (21–16, 21–10)      |     |                   | Eiffel Tower Stadium Champ de Mars, Paris Publik: 10 775 Domare: José Padron (ESP), Robert Leko (SRB) Rapport: https://www.fivb.org/vis2009/getdocument.asmx?no=256693837 |

### Semifinaler
| 8 augusti 2024 17:00 | Hüberli – Betschart   | 1–2 | Melissa – Brandie | Eiffel Tower Stadium Champ de Mars, Paris Publik: 10 132 Domare: Wang Lijun (CHN), Jean Mukundiyukuri (RWA) Rapport: https://www.fivb.org/vis2009/getdocument.asmx?no=256693977 |
| 8 augusti 2024 17:00 | (21–14, 20–22, 12–15) |     |                   | Eiffel Tower Stadium Champ de Mars, Paris Publik: 10 132 Domare: Wang Lijun (CHN), Jean Mukundiyukuri (RWA) Rapport: https://www.fivb.org/vis2009/getdocument.asmx?no=256693977 |

| 8 augusti 2024 21:00 | Ana Patricia – Duda   | 2–1 | Mariafe – Clancy | Eiffel Tower Stadium Champ de Mars, Paris Publik: 10 373 Domare: Davide Crescentini (ITA), Agnieszka Myszkowska (POL) Rapport: https://www.fivb.org/vis2009/getdocument.asmx?no=256694010 |
| 8 augusti 2024 21:00 | (20–22, 21–15, 15–12) |     |                  | Eiffel Tower Stadium Champ de Mars, Paris Publik: 10 373 Domare: Davide Crescentini (ITA), Agnieszka Myszkowska (POL) Rapport: https://www.fivb.org/vis2009/getdocument.asmx?no=256694010 |

### Match om tredjepris
| 9 augusti 2024 21:00 | Mariafe – Clancy | 0–2 | Hüberli – Betschart | Eiffel Tower Stadium Champ de Mars, Paris Publik: 9 241 Domare: Osvaldo Sumavil (ARG), Giseli Amantino (BRA) Rapport: https://www.fivb.org/vis2009/getdocument.asmx?no=256694078 |
| 9 augusti 2024 21:00 | (17–21, 15–21)   |     |                     | Eiffel Tower Stadium Champ de Mars, Paris Publik: 9 241 Domare: Osvaldo Sumavil (ARG), Giseli Amantino (BRA) Rapport: https://www.fivb.org/vis2009/getdocument.asmx?no=256694078 |

### Final
| 9 augusti 2024 22:30 | Ana Patrícia – Duda   | 2–1 | Melissa – Brandie | Eiffel Tower Stadium Champ de Mars, Paris Publik: 10 412 Domare: Agnieszka Myszkowska (POL), Robert Leko (SRB) Rapport: https://www.fivb.org/vis2009/getdocument.asmx?no=256694082 |
| 9 augusti 2024 22:30 | (26–24, 12–21, 15–10) |     |                   | Eiffel Tower Stadium Champ de Mars, Paris Publik: 10 412 Domare: Agnieszka Myszkowska (POL), Robert Leko (SRB) Rapport: https://www.fivb.org/vis2009/getdocument.asmx?no=256694082 |

## Slutplaceringar
| Pos. | Lag                              |
| ---- | -------------------------------- |
|      | Ramos – Lisboa (BRA)             |
|      | Humana-Paredes – Wilkerson (CAN) |
|      | Hüberli – Betschart (SUI)        |
| 4    | Artacho del Solar – Clancy (AUS) |
| 5    | Graudiņa – Kravčenoka (LAT)      |
| 5    | Böbner – Vergé-Dépré (SUI)       |
| 5    | Álvarez Mendoza – Moreno (ESP)   |
| 5    | Hughes – Cheng (USA)             |
| 9    | Solberg Salgado – Seixas (BRA)   |
| 9    | Xue – X. Y. Xia (CHN)            |
| 9    | Müller – Tillmann (GER)          |
| 9    | Gottardi – Menegatti (ITA)       |
| 9    | Hasegawa – Ishii (JPN)           |
| 9    | Stam – Schoon (NED)              |
| 9    | Fernández – Soria (ESP)          |
| 9    | Nuss – Kloth (USA)               |
| 17   | Hermannová – Štochlová (CZE)     |
| 17   | Placette – Richard (FRA)         |
| 19   | Bansley – Bukovec (CAN)          |
| 19   | Abdelhady – Elghobashy (EGY)     |
| 19   | Vieira – Chamereau (FRA)         |
| 19   | Ludwig – Lippmann (GER)          |
| 19   | Paulikienė – Raupelytė (LTU)     |
| 19   | Poletti – Michelle (PAR)         |